# La storia d'un ciliegio
La storia d'un ciliegio è una novella scritta da Jacopo Turco, alias della scrittrice trentina Giulia Turco Turcati Lazzari e pubblicata nel 1895 nella Rivista per le signorine.
La novella raccolta la storia di una ciliegia che, dopo essere stata colta e mangiata, diviene un seme che combatte contro sventure e intemperie per crescere in un ciliegio.
L'opera è pubblicata con lo pseudonimo maschile Jacopo Turco che la scrittrice usava per firmare molti suoi lavori.

## Edizioni
- 1ª edizione: 1895, Milano, Cogliati.